# Fußball-Club Bayern München 1998-1999
Questa voce raccoglie le informazioni riguardanti il Fußball-Club Bayern München nelle competizioni ufficiali della stagione 1998-1999.

## Stagione
Per questa stagione viene ingaggiato come allenatore Ottmar Hitzfeld, che va a sostituire in panchina Giovanni Trapattoni, mentre fa il suo ritorno in squadra Stefan Effenberg; sul fronte cessioni Ruggiero Rizzitelli torna a giocare in Italia, mentre Dietmar Hamann viene ceduto al Newcastle Utd. Il Bayern inizia vincendo la Coppa di Lega, mentre poco dopo sconfigge l'Obilić e si guadagna l'accesso al gruppo della Champions League. Qui viene perde la partita d'esordio contro il Brøndby, ma in seguito vince il girone totalizzando undici punti, frutto della doppia vittoria contro il Barcellona, della vittoria nel ritorno contro i danesi, e del doppio pareggio con il Manchester Utd, anch'esso qualificato. Intanto la squadra mantiene costantemente la testa della classifica in Bundesliga, venendo brevemente raggiunta dal Bayer Leverkusen alla diciassettesima giornata, mentre alla ripresa della Champions elimina i connazionali del Kaiserslautern con un 6-0 complessivo nei quarti. Sconfitta anche la Dynamo Kiev in semifinale, i bavaresi accedono alla loro sesta finale nella manifestazione, che si gioca il 26 maggio 1999 a Barcellona. Qui il Bayern ritrova il Manchester United, e dopo cinque minuti si porta sull'1-0 grazie al gol di Mario Basler. Questo risultato si mantiene immutato fino al novantesimo minuto, tuttavia i minuti di recupero sono fatali ai Rossi: gli inglesi segnano due gol nel recupero, e conquistano così la coppa. Intanto il Bayern ha vinto il quindicesimo titolo tedesco staccando il Leverkusen di quindici punti, ed è inoltre arrivato a disputare la finale della coppa di Germania; viene però qui sconfitto dal Werder Brema ai calci di rigore.

## Maglie e sponsor
| Casa | Trasferta | Terza divisa |  |

## Rosa
| N. |                     | Ruolo | Calciatore               |
| -- | ------------------- | ----- | ------------------------ |
| 1  | Germania (bandiera) | P     | Oliver Kahn              |
| 2  | Germania (bandiera) | D     | Markus Babbel            |
| 3  | Francia (bandiera)  | D     | Bixente Lizarazu         |
| 4  | Ghana (bandiera)    | D     | Samuel Kuffour           |
| 5  | Germania (bandiera) | D     | Thomas Helmer (capitano) |
| 7  | Germania (bandiera) | C     | Mehmet Scholl            |
| 8  | Germania (bandiera) | C     | Thomas Strunz            |
| 9  | Brasile (bandiera)  | A     | Giovane Élber            |
| 10 | Germania (bandiera) | D     | Lothar Matthäus          |
| 11 | Germania (bandiera) | C     | Stefan Effenberg         |
| 12 | Germania (bandiera) | P     | Sven Scheuer             |
| 13 | Germania (bandiera) | C     | Jens Jeremies            |

| N. |                                 | Ruolo | Calciatore          |
| -- | ------------------------------- | ----- | ------------------- |
| 14 | Germania (bandiera)             | C     | Mario Basler        |
| 17 | Germania (bandiera)             | C     | Thorsten Fink       |
| 18 | Germania (bandiera)             | C     | Michael Tarnat      |
| 19 | Germania (bandiera)             | A     | Carsten Jancker     |
| 20 | Bosnia ed Erzegovina (bandiera) | C     | Hasan Salihamidžić  |
| 21 | Germania (bandiera)             | A     | Alexander Zickler   |
| 22 | Germania (bandiera)             | P     | Bernd Dreher        |
| 23 | Germania (bandiera)             | D     | Frank Wiblishauser  |
| 24 | Iran (bandiera)                 | A     | Ali Daei            |
| 25 | Germania (bandiera)             | D     | Thomas Linke        |
| 30 | Svezia (bandiera)               | D     | Nils-Eric Johansson |
| 31 | Rep. Ceca (bandiera)            | C     | David Jarolím       |

## Organigramma societario
Area direttiva
- Presidente:  Franz Beckenbauer

Area tecnica
- Allenatore: Ottmar Hitzfeld
- Allenatore in seconda: Michael Henke
- Preparatore dei portieri: Sepp Maier
- Preparatori atletici:

## Calciomercato

### Sessione estiva
| Acquisti | Acquisti           | Acquisti            | Acquisti |
| R.       | Nome               | da                  | Modalità |
| -------- | ------------------ | ------------------- | -------- |
| A        | Ali Daei           | Arminia Bielefeld   |          |
| C        | Stefan Effenberg   | Borussia M'gladbach |          |
| C        | Jens Jeremies      | Monaco 1860         |          |
| D        | Thomas Linke       | Schalke 04          |          |
| C        | Hasan Salihamidžić | Amburgo             |          |

| Cessioni | Cessioni            | Cessioni              | Cessioni |
| R.       | Nome                | a                     | Modalità |
| -------- | ------------------- | --------------------- | -------- |
| D        | Christian Saba      | Hertha Berlino        |          |
| C        | Frank Gerster       | Eintracht Francoforte |          |
| C        | Dietmar Hamann      | Newcastle Utd         |          |
| C        | Stefan Leitl        | SV Lohhof             |          |
| C        | Christian Nerlinger | Borussia Dortmund     |          |
| A        | Ruggiero Rizzitelli | Piacenza              |          |

### Sessione invernale
| Acquisti | Acquisti | Acquisti | Acquisti |
| R.       | Nome     | da       | Modalità |
| -------- | -------- | -------- | -------- |

| Cessioni | Cessioni         | Cessioni            | Cessioni |
| R.       | Nome             | a                   | Modalità |
| -------- | ---------------- | ------------------- | -------- |
| D        | Alexander Bugera | Duisburg            |          |
| A        | Berkant Göktan   | Borussia M'gladbach |          |

## Risultati

### Bundesliga

#### Girone di andata
| Arbitro: | Dardenne |

|  |           |           |
|  | Marcatori | 65’ Élber |

| Arbitro: | Kemmling |

|                                             |           |           |
| Jancker 20’ Strunz 63’ Effenberg 86’ (rig.) | Marcatori | 23’ Wedau |

| Arbitro: | Krug |

|                                                                                |           |             |
| Effenberg 50’ (rig.) Helmer 53’ Lizarazu 56’ Zickler 72’ Jancker 73’ Élber 85’ | Marcatori | 65’ Ramdane |

| Arbitro: | Fandel |

|  |           |                      |
|  | Marcatori | 21’ Élber 35’ Strunz |

| Arbitro: | Fröhlich |

|                                                  |           |                                      |
| Daei 9’, 39’ Effenberg 58’, 71’ (rig.) Élber 89’ | Marcatori | 23’ Yeboah 69’ (rig.) Butt 74’ Groth |

| Arbitro: | Berg |

|  |           |           |
|  | Marcatori | 87’ Élber |

| Arbitro: | Steinborn |

|                       |           |                             |
| Élber 39’ Jancker 40’ | Marcatori | 16’ Chapuisat 50’ Nerlinger |

| Arbitro: | Strampe |

|                |           |                                             |
| Eijkelkamp 20’ | Marcatori | 3’ (aut.) Eigenrauch 15’ Basler 65’ Jancker |

| Arbitro: | Heynemann |

|                                    |           |  |
| Basler 10’ Daei 45’ Élber 52’, 55’ | Marcatori |  |

| Arbitro: | Weber |

|              |           |  |
| Sobotzik 32’ | Marcatori |  |

| Arbitro: | Fandel |

|                                    |           |            |
| Jeremies 60’ Zickler 64’ Linke 87’ | Marcatori | 90’ Kientz |

| Arbitro: | Jansen |

|                        |           |  |
| Effenberg 49’ Daei 90’ | Marcatori |  |

| Arbitro: | Kemmling |

|            |           |  |
| Preetz 68’ | Marcatori |  |

| Arbitro: | Dardenne |

|                        |           |  |
| Élber 36’ Lizarazu 63’ | Marcatori |  |

| Arbitro: | Heynemann |

|                             |           |                               |
| Hofmann 3’ Kuntz 87’ (rig.) | Marcatori | 45’ Jancker 88’ (rig.) Strunz |

| Arbitro: | Berg |

|                      |           |  |
| Tarnat 20’ Élber 30’ | Marcatori |  |

| Arbitro: | Krug |

|  |           |                          |
|  | Marcatori | 8’, 27’ (rig.) Effenberg |

#### Girone di ritorno
| Arbitro: | Fröhlich |

|                                               |           |  |
| Jancker 40’ Élber 86’ Salihamidžić 90’ (rig.) | Marcatori |  |

| Arbitro: | Steinborn |

|  |           |                                      |
|  | Marcatori | 26’ Jancker 43’ Effenberg 71’ Helmer |

| Arbitro: | Zerr |

|  |           |                                         |
|  | Marcatori | 69’, 87’ Élber 79’ Jancker 89’ Matthäus |

| Arbitro: | Weber |

|                                   |           |  |
| Schwinkendorf 30’ (aut.) Daei 79’ | Marcatori |  |

| Arbitro: | Krug |

|  |           |                                  |
|  | Marcatori | 12’ (aut.) Butt 41’ Salihamidžić |

| Arbitro: | Aust |

|             |           |  |
| Jancker 87’ | Marcatori |  |

| Arbitro: | Heynemann |

|                   |           |                         |
| Herrlich 13’, 32’ | Marcatori | 58’ Zickler 63’ Jancker |

| Arbitro: | Berg |

|             |           |          |
| Zickler 49’ | Marcatori | 62’ Held |

| Arbitro: | Fröhlich |

|                     |           |         |
| Buck 29’ Rische 43’ | Marcatori | 5’ Daei |

| Arbitro: | Jansen |

|                                             |           |              |
| Bindewald 27’ (aut.) Zickler 34’ Strunz 72’ | Marcatori | 80’ Fjørtoft |

| Arbitro: | Kemmling |

|          |           |            |
| Kurz 89’ | Marcatori | 75’ Babbel |

| Arbitro: | Wagner |

|                                        |           |                                   |
| Basler 32’ Zickler 68’, 69’ Scholl 84’ | Marcatori | 25’ (rig.) Polster 54’ Pettersson |

| Arbitro: | Dardenne |

|  |           |                        |
|  | Marcatori | 62’ Scholl 82’ Jancker |

| Arbitro: | Koop |

|             |           |             |
| Jancker 12’ | Marcatori | 72’ Schmidt |

| Arbitro: | Merk |

|                       |           |  |
| Ćirić 72’ Driller 82’ | Marcatori |  |

| Arbitro: | Fröhlich |

|                                                    |           |                       |
| Basler 50’ Jancker 60’ Scholl 78’ Salihamidžić 89’ | Marcatori | 43’ Gaudino 64’ Zeyer |

| Arbitro: | Steinborn |

|             |           |                       |
| Kirsten 78’ | Marcatori | 11’ Basler 61’ Scholl |

### Coppa di Germania
| Arbitro: | Aust |

|  |           |                                                           |
|  | Marcatori | 22’ (rig.), 37’ Effenberg 34’ Jancker 44’ Helmer 73’ Fink |

| Arbitro: | Jansen |

|                                             |                      |                                           |
| van Lent Probst Felgenhauer Eberl Škarabela | Tiri di rigore 3 – 4 | Strunz Salihamidžić Tarnat Fink Effenberg |

| Arbitro: | Zerr |

|                  |           |                                          |
| Beierle 37’, 50’ | Marcatori | 56’, 60’ Élber 76’ Jeremies 89’ Lizarazu |

| Arbitro: | Strampe |

|                                    |           |  |
| Jancker 26’ Basler 71’ Zickler 78’ | Marcatori |  |

| Arbitro: | Fandel |

|                        |           |                                     |
| Scheinhardt 85’ (rig.) | Marcatori | 24’ Jancker 42’ Effenberg 79’ Linke |

| Arbitro: | Aust |

|                                                     |                      |                                       |
| Jancker 45’                                         | Marcatori            | 4’ Maksimov                           |
| Salihamidžić Daei Tarnat Jancker Effenberg Matthäus | Tiri di rigore 4 – 5 | Bode Todt Bogdanović Wicky Eilts Rost |

### Coppa di Lega
| Arbitro: | Heynemann |

|  |           |            |
|  | Marcatori | 30’ Basler |

| Arbitro: | Fröhlich |

|                                |           |  |
| Élber 4’, 25’, 41’ Jancker 89’ | Marcatori |  |

### Champions League

#### Fase di qualificazione
| Arbitro: | Hauge |

|                                              |           |  |
| Effenberg 59’ Élber 63’ Zickler 66’ Fink 76’ | Marcatori |  |

| Arbitro: | Nieto |

|           |           |              |
| Šarac 67’ | Marcatori | 90’ Matthäus |

#### Fase a gironi
| Arbitro: | Vagner |

|                            |           |            |
| Helmer 87’ (aut.) Ravn 90’ | Marcatori | 77’ Babbel |

| Arbitro: | Batta |

|                                 |           |                       |
| Élber 11’ Sheringham 90’ (aut.) | Marcatori | 30’ Yorke 49’ Scholes |

| Arbitro: | Frisk |

|               |           |  |
| Effenberg 45’ | Marcatori |  |

| Arbitro: | Collina |

|                     |           |                              |
| Giovanni 29’ (rig.) | Marcatori | 47’ Zickler 87’ Salihamidžić |

| Arbitro: | Sarvan |

|                        |           |  |
| Jancker 51’ Basler 57’ | Marcatori |  |

| Arbitro: | Jol |

|           |           |                  |
| Keane 43’ | Marcatori | 56’ Salihamidžić |

#### Fase ad eliminazione diretta
| Arbitro: | Levnikov |

|                         |           |  |
| Élber 31’ Effenberg 35’ | Marcatori |  |

| Arbitro: | Meier |

|  |           |                                                              |
|  | Marcatori | 9’ (rig.) Effenberg 22’ Jancker 39’ (aut.) Rösler 56’ Basler |

| Arbitro: | Nielsen |

|                                 |           |                                      |
| Ševčenko 15’, 43’ Kosovskiy 50’ | Marcatori | 45’ Tarnat 78’ Effenberg 89’ Jancker |

| Arbitro: | Pereira |

|            |           |  |
| Basler 35’ | Marcatori |  |

| Arbitro: | Collina |

|                             |           |           |
| Sheringham 90’ Solskjær 90’ | Marcatori | 5’ Basler |

## Statistiche

### Statistiche di squadra
| Competizione      | Punti | In casa | In casa | In casa | In casa | In casa | In casa | In trasferta | In trasferta | In trasferta | In trasferta | In trasferta | In trasferta | Totale | Totale | Totale | Totale | Totale | Totale | DR  |
| Competizione      | Punti | G       | V       | N       | P       | Gf      | Gs      | G            | V            | N            | P            | Gf           | Gs           | G      | V      | N      | P      | Gf     | Gs     | DR  |
| ----------------- | ----- | ------- | ------- | ------- | ------- | ------- | ------- | ------------ | ------------ | ------------ | ------------ | ------------ | ------------ | ------ | ------ | ------ | ------ | ------ | ------ | --- |
| Bundesliga        | 78    | 17      | 14      | 3       | 0       | 48      | 15      | 17           | 10           | 3            | 4            | 28           | 13           | 34     | 24     | 6      | 4      | 76     | 28     | +48 |
| Coppa di Germania | -     | 2       | 1       | 1       | 0       | 4       | 1       | 4            | 3            | 1            | 0            | 12           | 3            | 6      | 4      | 2      | 0      | 16     | 4      | +12 |
| Coppa di Lega     | -     | 1       | 1       | 0       | 0       | 4       | 0       | 1            | 1            | 0            | 0            | 1            | 0            | 2      | 2      | 0      | 0      | 5      | 0      | +5  |
| Champions League  | -     | 6       | 5       | 1       | 0       | 12      | 2       | 7            | 2            | 3            | 2            | 13           | 10           | 13     | 7      | 4      | 2      | 25     | 12     | +13 |
| Totale            | 78    | 26      | 21      | 5       | 0       | 68      | 18      | 29           | 16           | 7            | 6            | 54           | 26           | 55     | 37     | 12     | 6      | 122    | 44     | +78 |

### Andamento in campionato
| Giornata  | 1 | 2 | 3 | 4 | 5 | 6 | 7 | 8 | 9 | 10 | 11 | 12 | 13 | 14 | 15 | 16 | 17 | 18 | 19 | 20 | 21 | 22 | 23 | 24 | 25 | 26 | 27 | 28 | 29 | 30 | 31 | 32 | 33 | 34 |
| --------- | - | - | - | - | - | - | - | - | - | -- | -- | -- | -- | -- | -- | -- | -- | -- | -- | -- | -- | -- | -- | -- | -- | -- | -- | -- | -- | -- | -- | -- | -- | -- |
| Luogo     | T | C | C | T | C | T | C | T | C | T  | C  | C  | T  | C  | T  | C  | T  | C  | T  | T  | C  | T  | C  | T  | C  | T  | C  | T  | C  | T  | C  | T  | C  | T  |
| Risultato | V | V | V | V | V | V | N | V | V | P  | V  | V  | P  | V  | N  | V  | V  | V  | V  | V  | V  | V  | V  | N  | N  | P  | V  | N  | V  | V  | N  | P  | V  | V  |
| Posizione | 7 | 1 | 1 | 1 | 1 | 1 | 1 | 1 | 1 | 1  | 1  | 1  | 1  | 1  | 1  | 1  | 1  | 1  | 1  | 1  | 1  | 1  | 1  | 1  | 1  | 1  | 1  | 1  | 1  | 1  | 1  | 1  | 1  | 1  |

Legenda:

Luogo: C = Casa; T = Trasferta. Risultato: V = Vittoria; N = Pareggio; P = Sconfitta.

### Statistiche dei giocatori
| Giocatore       | Bundesliga | Bundesliga | Bundesliga  | Bundesliga | Coppa di Germania | Coppa di Germania | Coppa di Germania | Coppa di Germania | Coppa di Lega | Coppa di Lega | Coppa di Lega | Coppa di Lega | Champions League | Champions League | Champions League | Champions League | Totale   | Totale | Totale      | Totale     |
| Giocatore       | Presenze   | Reti       | Ammonizioni | Espulsioni | Presenze          | Reti              | Ammonizioni       | Espulsioni        | Presenze      | Reti          | Ammonizioni   | Espulsioni    | Presenze         | Reti             | Ammonizioni      | Espulsioni       | Presenze | Reti   | Ammonizioni | Espulsioni |
| --------------- | ---------- | ---------- | ----------- | ---------- | ----------------- | ----------------- | ----------------- | ----------------- | ------------- | ------------- | ------------- | ------------- | ---------------- | ---------------- | ---------------- | ---------------- | -------- | ------ | ----------- | ---------- |
| M. Babbel       | 27         | 1          | 10          | 0          | 5                 | 0                 | 1                 | 0                 | 2             | 0             | 0             | 0             | 12               | 1                | 1                | 0                | 46       | 2      | 12          | 0          |
| M. Basler       | 27         | 5          | 6           | 0          | 4                 | 1                 | 1                 | 1                 | 2             | 1             | 1             | 0             | 10               | 4                | 1                | 0                | 43       | 11     | 9           | 1          |
| A. Bugera       | 2          | 0          | 0           | 0          | 0                 | 0                 | 0                 | 0                 | 0             | 0             | 0             | 0             | 0                | 0                | 0                | 0                | 2        | 0      | 0           | 0          |
| A. Daei         | 23         | 6          | 1           | 0          | 4                 | 0                 | 0                 | 0                 | 0             | 0             | 0             | 0             | 5                | 0                | 0                | 0                | 32       | 6      | 1           | 0          |
| B. Dreher       | 4          | 0          | 0           | 0          | 0                 | 0                 | 0                 | 0                 | 0             | 0             | 0             | 0             | 0                | 0                | 0                | 0                | 4        | 0      | 0           | 0          |
| S. Effenberg    | 31         | 8          | 8           | 0          | 6                 | 3                 | 2                 | 0                 | 2             | 0             | 0             | 0             | 12               | 5                | 4                | 0                | 51       | 16     | 14          | 0          |
| G. Élber        | 21         | 13         | 7           | 0          | 5                 | 2                 | 2                 | 0                 | 2             | 3             | 0             | 0             | 9                | 3                | 0                | 0                | 37       | 21     | 9           | 0          |
| T. Fink         | 28         | 0          | 4           | 0          | 4                 | 1                 | 0                 | 0                 | 2             | 0             | 0             | 0             | 10               | 1                | 1                | 0                | 44       | 2      | 5           | 0          |
| B. Göktan       | 1          | 0          | 0           | 0          | 0                 | 0                 | 0                 | 0                 | 0             | 0             | 0             | 0             | 1                | 0                | 0                | 0                | 2        | 0      | 0           | 0          |
| T. Helmer       | 21         | 2          | 2           | 0          | 3                 | 1                 | 0                 | 0                 | 1             | 0             | 0             | 0             | 2                | 0                | 1                | 0                | 27       | 3      | 3           | 0          |
| C. Jancker      | 26         | 13         | 3           | 1          | 6                 | 4                 | 2                 | 0                 | 1             | 1             | 0             | 0             | 12               | 3                | 0                | 0                | 45       | 21     | 5           | 1          |
| D. Jarolím      | 1          | 0          | 0           | 0          | 0                 | 0                 | 0                 | 0                 | 0             | 0             | 0             | 0             | 0                | 0                | 0                | 0                | 1        | 0      | 0           | 0          |
| J. Jeremies     | 30         | 1          | 5           | 0          | 6                 | 1                 | 1                 | 0                 | 2             | 0             | 0             | 0             | 11               | 0                | 2                | 0                | 49       | 2      | 8           | 0          |
| N. Johansson    | 2          | 0          | 0           | 0          | 0                 | 0                 | 0                 | 0                 | 0             | 0             | 0             | 0             | 0                | 0                | 0                | 0                | 2        | 0      | 0           | 0          |
| O. Kahn         | 30         | 0          | 2           | 1          | 6                 | 0                 | 0                 | 0                 | 2             | 0             | 0             | 0             | 13               | 0                | 1                | 0                | 51       | 0      | 3           | 1          |
| S. Kuffour      | 15         | 0          | 1           | 1          | 3                 | 0                 | 0                 | 0                 | 0             | 0             | 0             | 0             | 8                | 0                | 2                | 0                | 26       | 0      | 3           | 1          |
| T. Linke        | 27         | 1          | 3           | 0          | 5                 | 1                 | 0                 | 0                 | 1             | 0             | 1             | 0             | 9                | 0                | 1                | 0                | 42       | 2      | 5           | 0          |
| B. Lizarazu     | 19         | 2          | 3           | 0          | 5                 | 1                 | 1                 | 0                 | 0             | 0             | 0             | 0             | 9                | 0                | 3                | 0                | 33       | 3      | 7           | 0          |
| L. Matthäus     | 25         | 1          | 6           | 0          | 5                 | 0                 | 0                 | 0                 | 2             | 0             | 0             | 0             | 12               | 1                | 4                | 0                | 44       | 2      | 10          | 0          |
| C. Saba         | 0          | 0          | 0           | 0          | 0                 | 0                 | 0                 | 0                 | 0             | 0             | 0             | 0             | 0                | 0                | 0                | 0                | 0        | 0      | 0           | 0          |
| H. Salihamidžić | 30         | 3          | 4           | 0          | 4                 | 0                 | 0                 | 0                 | 2             | 0             | 0             | 0             | 13               | 2                | 0                | 0                | 49       | 5      | 4           | 0          |
| S. Scheuer      | 3          | 0          | 0           | 0          | 0                 | 0                 | 0                 | 0                 | 0             | 0             | 0             | 0             | 0                | 0                | 0                | 0                | 3        | 0      | 0           | 0          |
| M. Scholl       | 13         | 4          | 1           | 0          | 2                 | 0                 | 0                 | 0                 | 0             | 0             | 0             | 0             | 3                | 0                | 0                | 0                | 18       | 4      | 1           | 0          |
| T. Strunz       | 24         | 4          | 7           | 0          | 4                 | 0                 | 1                 | 0                 | 2             | 0             | 1             | 0             | 9                | 0                | 2                | 0                | 39       | 4      | 11          | 0          |
| M. Tarnat       | 20         | 1          | 5           | 0          | 3                 | 0                 | 0                 | 0                 | 2             | 0             | 0             | 0             | 9                | 1                | 1                | 0                | 34       | 2      | 6           | 0          |
| F. Wiblishauser | 0          | 0          | 0           | 0          | 0                 | 0                 | 0                 | 0                 | 0             | 0             | 0             | 0             | 0                | 0                | 0                | 0                | 0        | 0      | 0           | 0          |
| A. Zickler      | 26         | 7          | 1           | 0          | 4                 | 1                 | 0                 | 0                 | 2             | 0             | 1             | 0             | 12               | 2                | 1                | 0                | 44       | 10     | 3           | 0          |